# O-إيثيل O-(4-نتروفينيل) فينيل فوسفونوثيوات
O-إيثيل O-(4-نتروفينيل) فينيل الفوسفونوثيوات والذي يُعرف اختصارًا باسم إي بي إن هو مبيد حشري ينتمي إلى فئة الفوسفونوثيوات، ويُستخدم لمكافحة الآفات مثل ثقابة الذرة الأوروبية، وثقابة ساق الأرز، ودودة لوز القطن، ودودة براعم التبغ، وسوسة لوز القطن.

## النماذج المتوفرة
يتوفر مركب إي بي إن في شكلين، وهما مركب O-إيثيل O-(4-نتروفينيل) فينيل الفوسفونوثيونات (وهو ما يُعرف اختصارًا باسم إي بي إن)، ومركب O-إيثيل O-(4-نتروفينيل) فينيل فوسفونات (وهو ما يُعرف اختصارًا باسم أي بي إن أو)، ويختلف كل المركبين عن بعضهما البعض في وجود ذرة أكسجين في المركب الثاني بدلاً من ذرة الكبريت الموجودة في المركب الأول.
ولكلا هذين المركبين لهما متصاوغات موجبة وسالبة، ولا توجد فروق واضحة في معدل التحلل المائي لهذه المتصاوغات، ولكن المتصاوغ الموجب لكلا المركبين يكون أكثر سمية للذباب المنزلي، في حين أن كل من المتصاوغات الموجبة والسالبة، والمزيج العنصري لمتصاوغي مركب الإي بي إن تكون مواد سامة بنفس القدر للفئران. بينما يكون المتصاوغ الموجب لمركب إي بي إن أو أكثر سمية للفئران من المتصاوغ السالب لنفس المركب.

## آلية العمل
يتسبب مركب الإي بي إن من خلال نظير الأكسجين الناتج عن التمثيل الغذائي له في تأخر السمية العصبية. ويُعتبر هذا النظير أحد مثبطات إنزيم الأستيل كولين استراز، وهو إنزيم يحلل الأسيتيل كولين، ويعمل كناقل عصبي مثير. فعندما يطلق الأستيل كولين في المشابك العصبية، لا يكتمل وصوله إلى ما بعد المشبك عن طريق إعادة الامتصاص، بل يقوم إنزيم الأسيتيل كولين إستراز بتكسير الأسيتيل كولين إلى أسيتات وكولين يقوم الطرف قبل المشبكي بتناولهما ويُعاد تحويل الكولين باستخدام أستيل مرافق الإنزيم-أ إلى أستيل كولين. لذا يوجد إنزيم الأسيتيل كولين إستراز بتركيزات عالية في الشق المشبكي.
يمكن أن يدخل مركب الإي بي إن إلى الجهاز العصبي بسهولة نظرًا لكونه مركبًا محبًا للدهون بطبيعته. ويؤدّي هذا إلى منع إنزيم الأسيتيل كولين إستراز عن طريق الارتباط ببقايا السيرين الموجودة في الموقع النشط للأسيتيل كولين إستراز. ويتسبب النقص اللاحق في التحلل المائي للأستيل كولين في تراكم الأسيتيل كولين في المشابك الكولينية، ويؤدي هذا بدوره إلى زيادة تحفيز مستقبلات الكولين.

## التمثيل الغذائي
لا يُعتبر مركب الإي بي إن سامًا في حد ذاته بشكل مباشر، ولكن عند تحويل مجموعة الفوسفور والكبريت حيوياً إلى مجموعة الفوسفور والأكسجين، يتكون نظير الأكسجين للمركب، وهو الذي يثبط إنزيم الأسيتيل كولين إستراز. كما لوحظ أن مركب الإي بي إن ينتج منتجات أيضية مختلفة في الحيوانات، مثل مركب p-أمينوفينيل إيثيل بنزين الثيوفوسفونوات، وحمض O-إيثيل فينيل الفوسفونيك، وحمض الفينيل فوسفونيك، وحمض O-إيثيل فينيل الفوسفونوثيويك، وp-نيتروفينول، والفينول. يمكن استقلاب الـp-نيتروفينول في الكبد غير أن الأمين المتبقي يظل مثبطًا ضعيفًا.

## الاستخدامات
يُستخدم مركب الإي بي إن كمبيد حشري، ومبيد للقراد، كما أنه فعال ضد آفات البساتين مثل سوسة براغيث التفاح، وسوسة البرقوق، وعثة التفاح، وبعض حشرات التربة، ومن الجيد أيضًا استخدامه لمكافحة الآفات التالية: ثقابة جذع الأرز، وسوس لوز القطن، وعثة الفاكهة الشرقية، وعث الفاكهة، وثقابة الخوخ، وحماط الكمثري، وحشرات المن، والتربس، والفراشيات القتالة، والحشرة القشرية، وديدان لوز القطن، وثقابة أوراق الشجر، والخنافس المكسيكية وغيرها الكثير.

## التأثيرات الصحية والبيئية

### في الحيوان
أختُبرت سمّية مركب الإي بي إن من خلال إجراء تجارب على أنواع مختلفة من الحيوانات تضمنت أنواعًا مختلفة من القوارض، وأنواع مختلفة من الطيور، وحتى القطط والكلاب. وتضمنت التجارب على الحيوانات طرقًا مختلفة للتعرض لمركب الإي بي إن مثل التناول عن طريق الفم، والتلامس المباشر من خلال الجلد أو العين، الحقن وداخل الصفاق، وتحت الجلد.
ويوضح الجدول التالي قيم الجرعة المميتة من مركب الإي بي إن لأنواع مختلفة من الحيوانات:
| طرق التعرض لمركب الإي بي إن | نوع الحيوان   | قيمة الجرعة المميتة              |
| عن طريق الفم                | الدجاج        | 5 ملليغرام/كيلوغرام من الكتلة    |
| عن طريق الفم                | الكلاب        | 20 ملليغرام/كيلوغرام من الكتلة   |
| عن طريق الفم                | البط          | 3 ملليغرام/كيلوغرام من الكتلةt   |
| عن طريق الفم                | الفئران       | 12.2 ملليغرام/كيلوغرام من الكتلة |
| عن طريق الفم                | الحمام        | 4.21 ملليغرام/كيلوغرام من الكتلة |
| عن طريق الفم                | السمان        | 5 ملليغرام/كيلوغرام من الكتلة    |
| عن طريق الفم                | الجرذان       | 7 ملليغرام/كيلوغرام من الكتلة    |
| عن طريق الفم                | الطيور البرية | 2.37 ملليغرام/كيلوغرام من الكتلة |
| عن طريق الاستنشاق           | الجرذان       | 106 ملليغرام/متر مكعب/ساعة       |
| عن طريق الجلد               | القطط         | 45 ملليغرام/كيلوغرام من الكتلة   |
| عن طريق الجلد               | البط          | 400 ملليغرام/كيلوغرام من الكتلة  |
| عن طريق الجلد               | الفئران       | 348 ملليغرام/كيلوغرام من الكتلة  |
| عن طريق الجلد               | الأرانب       | 30 ملليغرام/كيلوغرام من الكتلة   |
| عن طريق الجلد               | الجرذان       | 25 ملليغرام/كيلوغرام من الكتلة   |

أظهرت  الجرذان عندما استنشقت جرعة مميتة من مركب الإي بي إن تشنجات عضلية (تحزُّم) ناشئة عن الجهاز العصبي المحيطي، كما لوحظ حدوث تشنجات في الرئتين والصدر مع ضيق في التنفس. وعندما أعطيت الجرعة المميتة من المركب للفئران عن طريق الجلد، أظهرت الفئران إثارة إضافية للتأثيرات السالف ذكرها. كما أظهرت للقطط عند إعطاءها مركب الإي بي إن عن طريق الجلد سلوكًا مماثلًا لما حدث في الفئران باستثناء علامات الشلل دون تخدير التي ظهرت في الحيوانات الأخرى بدلًا من التحزُّم الذي حدث في حالة الفئران. 
وفي حالة الطيور، لم تُلاحظ التأثيرات المزمنة عند تغذية الدجاج بجرعة مقدارها 18 جزء في المليون من مركب الإي بي إن لمدة 21 شهرًا، ولكن عندما تناول الدجاج جرعة مقدارها 54 جزء في المليون لمدة 21 شهرًا لوحظت علامات السمية العصبية المتأخرة.
يمكن القول بشكل عام أن التعرض لجرعة زائدة من مركب الإي بي إن يؤدي إلى حدوث تشنجات، ورعاش، وتؤدي في النهاية إلى الوفاة. ولكن لا تزال الفترة ما بين إعطاء جرعة مميتة من مركب الإي بي إن وبين الوفاة غير معلومة.

### في الإنسان
يسبب التسمم بمركب الإي بي إن أعراضًا مختلفة للإنسان من بينها التعرق، والدموع، والضعف، والصداع، والدوخة، والغثيان، والقيء، وضيق الصدر، والنوبات، وفقدان الوعي، والإسهال، وتشنجات البطن.
يمكن أن يحدث تعرض الإنسان لمركب الإي بي إن من خلال استنشاق الهباء الجوي، والابتلاع، والامتصاص عن طريق الجلد. ولا توجد معلومات موثوقة متاحة عن قيم الجرعة المميتة من مركب الإي بي إن لدى البشر، إلا أن الحدود الموصى بها لتعرض الجلد لمركب الإي بي إن، وفقًا لما ذكره المؤتمر الأمريكي لخبراء الصحة الصناعية الحكوميين في عام 2008، بلغت 0.5 ملليغرام/متر مكعب، وبلغ مستوى التعرض قصير المدى 2 ملليغرام/ متر مكعب. لم يحدث مركب الإي بي إن أي تأثير عندما أعطي للمتطوعين من البشر فمويًا بمقدار 6 ملليغرام يوميًا لمدة 47 يومًا، ولكن عند رفع الجرعة اليومية إلى 9 ملليغرام لمدة 57 يومًا لوحظ حدوث تثبيط قابل للعكس لإنزيم الكولين إستراز في الدم. 
وضعت البلدان المختلفة حدودًا مختلفة لمستويات التعرض المهني المقبولة لمركب الإي بي إن. تتراوح هذه القيم ما بين 0.1-0.5 ملليغرام/ متر مكعب في حالة التعرض للمادة عن طريق الجلد.

## العلاج
لا يوجد ترياق محدد مدرج لمركب الإي بي إن. تتطور أعراض التسمم الحاد عن طريق مركب الإي بي إن أثناء التعرض أو في الإثني عشر ساعة التالية، وتتراوح هذه الأعراض من دوار، وصداع إلى رجفة وارتعاش عضلي، وقد تصل إلى حدوث لقصور في الجهاز التنفسي في حالة التعرض لجرعات عالية من المادة. نظرًا لأن مركب الإي بي إن هو مركب فوسفور عضوي يثبط إنزيم الأستيل كولين إستراز، يُنصح في حالة التسمم بمركب الإي بي إن بإعطاء كبريتات الأتروبين عن طريق الوريد أو في العضل للتأكد من وصول الأتروبين. يمكن أن يستغرق هذا التأتُّب ما يصل إلى 12 ساعة ويجب تكراره للحصول على التأثير المطلوب.